# Rhytidoponera laciniosa
Rhytidoponera laciniosa é uma espécie de formiga do gênero Rhytidoponera.